# Nantucket (condado de Nantucket, Massachusetts)
Nantucket é um lugar designado pelo censo localizado no condado de Nantucket no estado estadounidense de Massachusetts. No Censo de 2010 tinha uma população de 7.446 habitantes e uma densidade populacional de 421,29 pessoas por km².

## Geografia
Nantucket encontra-se localizado nas coordenadas 41° 16′ 25″ N, 70° 05′ 46″ O. Segundo a Departamento do Censo dos Estados Unidos, Nantucket tem uma superfície total de 17.67 km², da qual 15.05 km² correspondem a terra firme e (14.86%) 2.63 km² é água.

## Demografia
Segundo o censo de 2010, tinha 7.446 pessoas residindo em Nantucket. A densidade populacional era de 421,29 hab./km². Dos 7.446 habitantes, Nantucket estava composto pelo 86.09% brancos, o 7.61% eram afroamericanos, o 0.08% eram amerindios, o 1.41% eram asiáticos, o 0.01% eram insulares do Pacífico, o 2.99% eram de outras raças e o 1.8% pertenciam a duas ou mais raças. Do total da população o 12.1% eram hispanos ou latinos de qualquer raça.